# Sylvie Joly
Pour les articles homonymes, voir Joly.
Sylvie Joly, née le 18 octobre 1934 à Paris 17e et morte le 4 septembre 2015 à Paris 7e, est une actrice et humoriste française.

## Biographie

### Origines
Sylvie Joly naît le 18 octobre 1934 à Paris 17e. Descendante de Jules Carpentier, fille de Lucien Joly, officier de marine qui fut maire d'Arromanches-les-Bains de 1947 à 1963, et de Françoise Lacaille, et petite-fille de Louis Joly, directeur de Benoist-Berthiot, une des plus anciennes usines d'optique du monde n'ayant jamais cessé leur activité, elle est la deuxième d'une fratrie de huit enfants, six garçons et deux filles.
Elle étudie notamment au Cours Maupré (aujourd'hui lycée Paul Claudel-d'Hulst), tenu par des dominicaines dans le 7e arrondissement de Paris.

### Carrière
Sans vocation particulière et sous la pression de son père, elle débute comme avocate auprès de maître Isorni. L'exercice de cette profession la fait beaucoup souffrir. À 35 ans elle décide de changer de vie et s'inscrit au Cours Simon puis à celui de Tania Balachova. Elle fréquente aussi le Petit Conservatoire de la chanson de Mireille. Pour gagner sa vie elle ouvre un dépôt-vente de vêtements dans le 15e arrondissement de Paris.
Avec l'appui de son mari elle s'oriente vers une carrière de comique, dans le registre du spectacle solo féminin dont elle est l'une des pionnières en France. Au début, elle collabore avec Marika Hodjis, qui a travaillé pour Zouc. Parmi ses personnages emblématiques figurent la grande bourgeoise snob du sketch Catherine, l'avocate dans Le Parloir, ou encore Madame Touchard dans Le Permis de conduire.

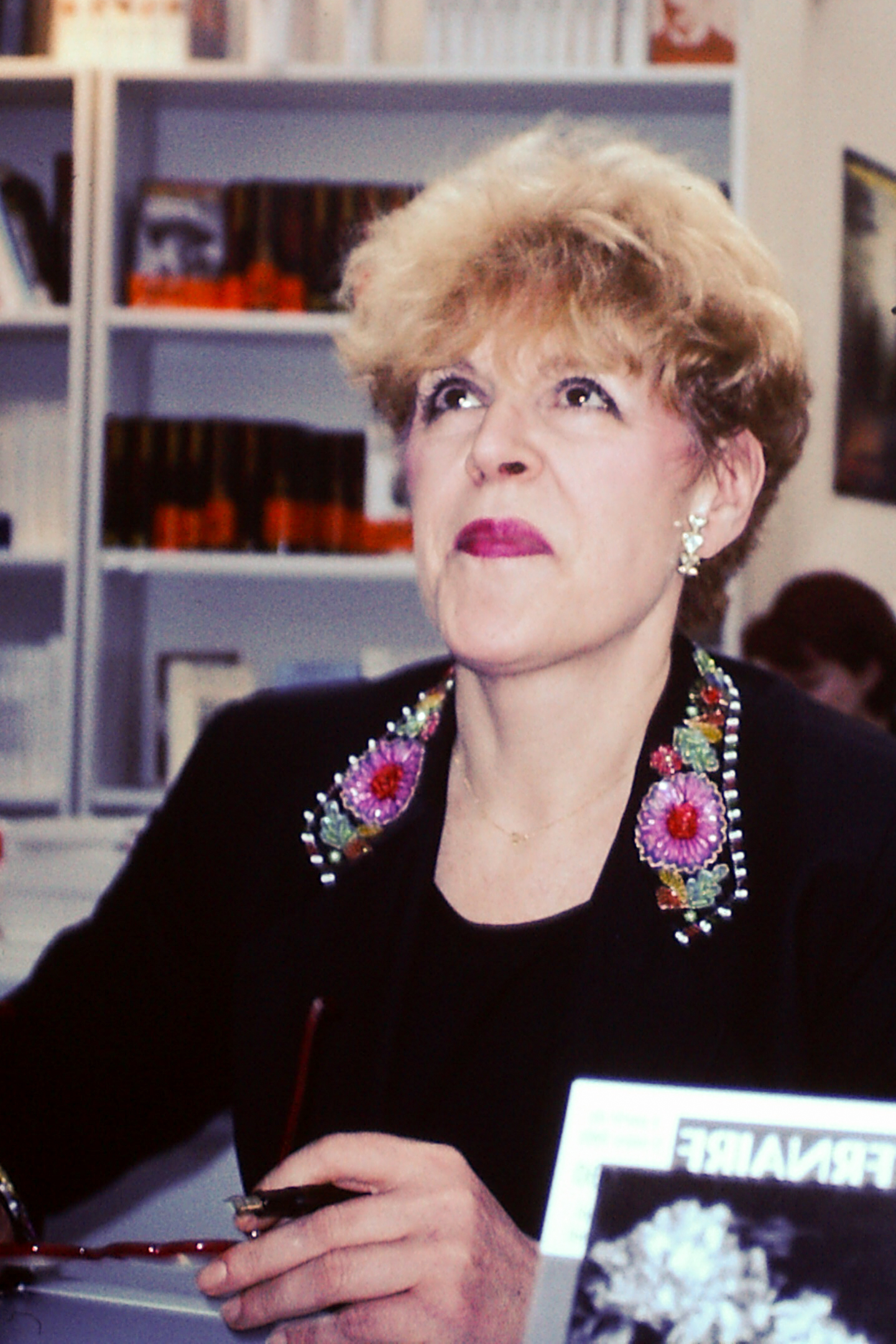
Sylvie Joly en 1993.

Elle apparaît au théâtre (elle commence à se produire au Petit Casino, un café-théâtre du Marais), à la télévision et au cinéma. En 1988 elle est nommée pour le César de la meilleure actrice dans un second rôle pour son interprétation dans Le Miraculé de Jean-Pierre Mocky. Elle réalise aussi des mises en scène, notamment le one-man-show de Laurent Touraine Pop Attitude, écrit en 2004 par Christian et Éric Cazalot.
Elle met fin à sa carrière en 2007.

### Maladie et mort

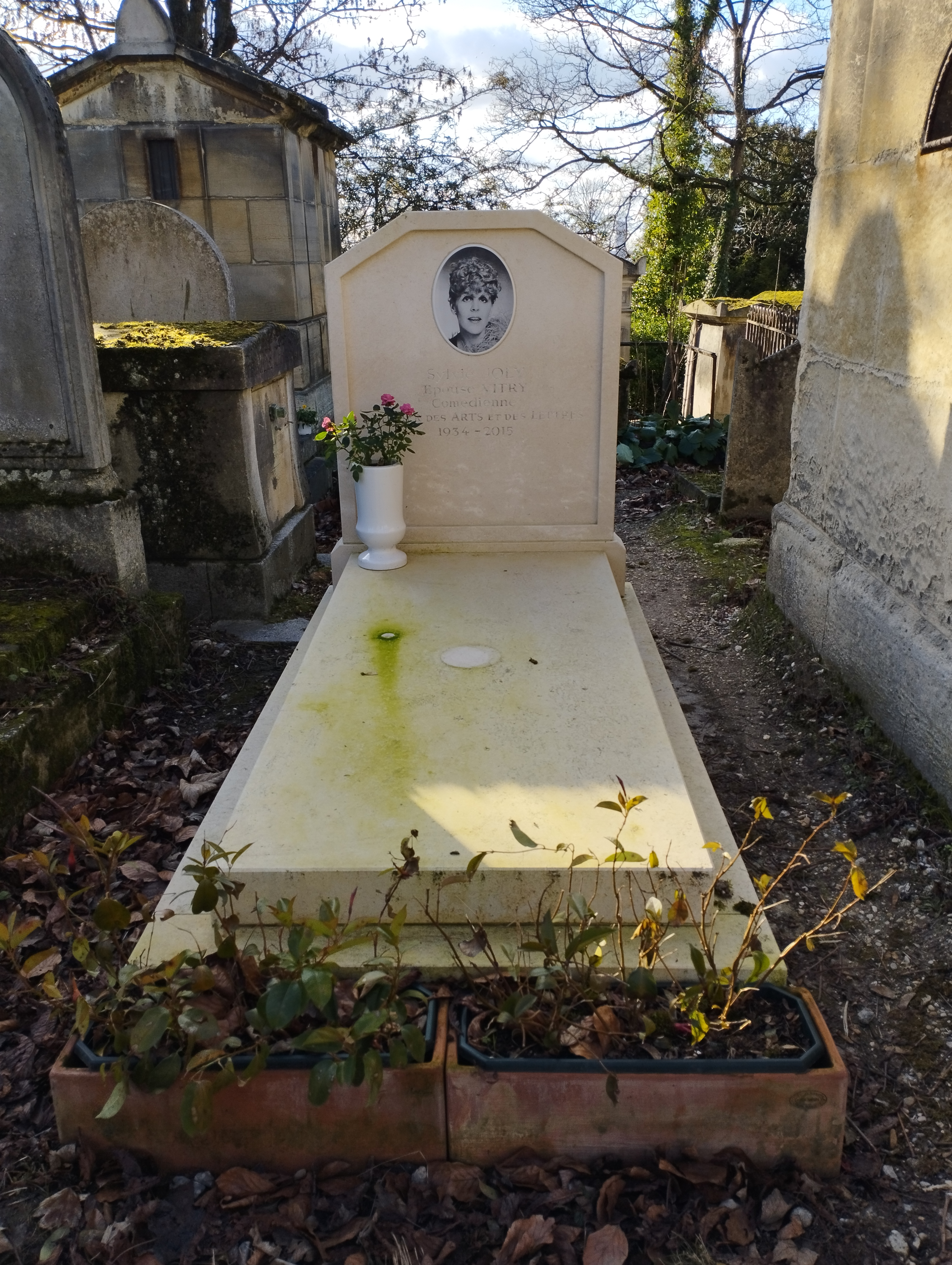
Tombe de Sylvie Joly au cimetière du Père-Lachaise (division 25).

Dans son autobiographie publiée en octobre 2010 elle annonce être atteinte de la maladie de Parkinson.
Elle meurt d'un arrêt cardiaque le 4 septembre 2015. Ses obsèques sont célébrées le 9 septembre en l'église Saint-Sulpice de Paris. Elle est inhumée au cimetière du Père-Lachaise (25e division).

### Vie privée
Sylvie Joly est :
- cousine de Pascal Joly, époux d'Eva Joly[13] ;
- sœur de :
  - Fanny Joly, écrivain avec qui elle a rédigé plusieurs de ses sketches ;
  - Louis-Noël Joly, ancien cadre supérieur de la Société générale[14] ;
  - Alain Joly, directeur financier du Crédit agricole suisse ;
  - Thierry Joly, dialoguiste des débuts du comédien Dany Boon[15].

Épouse de Pierre Vitry, elle est la mère de Mathilde Vitry et Grégoire Vitry.

### Décoration
- Officier de l'ordre des Arts et des Lettres (2011)[17] ;
  -  Chevalier de l'ordre des Arts et des Lettres (2006)[18].

## Filmographie

### Cinéma

#### Longs métrages
- 1972 : L'Œuf de Jean Herman : la femme qui prend le bus
- 1973 : Ah ! Si mon moine voulait... de Claude Pierson
- 1973 : Paul et Michèle - (Paul and Michelle) de Lewis Gilbert
- 1973 : Piaf de Guy Casaril
- 1973 : Salut l'artiste d'Yves Robert
- 1973 : Les Valseuses de Bertrand Blier
- 1976 : Calmos de Bertrand Blier
- 1977 : Préparez vos mouchoirs de Bertrand Blier
- 1977 : Va voir maman, papa travaille de François Leterrier
- 1978 : Vas-y maman de Nicole de Buron
- 1979 : Nous maigrirons ensemble de Michel Vocoret
- 1982 : Un chien dans un jeu de quilles de Bernard Guillou
- 1983 : L'Ami de Vincent de Pierre Granier-Deferre
- 1984 : Les Fauves de Jean-Louis Daniel
- 1986 : Le Miraculé de Jean-Pierre Mocky
- 1986 : Septième Ciel de Jean-Louis Daniel
- 1987 : Agent trouble de Jean-Pierre Mocky
- 1987 : Les Saisons du plaisir de Jean-Pierre Mocky
- 1991 : Mocky Story de Jean-Pierre Mocky
- 1992 : 588, rue Paradis d'Henri Verneuil : Georgette Sylva
- 1995 : Les Misérables de Claude Lelouch
- 1997 : La Mort du Chinois de Jean-Louis Benoît
- 1997 : Le Surdoué d'Alain Bonnot
- 1998 : Ça n'empêche pas les sentiments de Jean-Pierre Jackson
- 1998 : Les Couloirs du temps : Les Visiteurs 2 de Jean-Marie Poiré : Gisèle
- 1998 : Les Frères Sœur de Frédéric Jardin
- 1999 : Ça ira mieux demain de Jeanne Labrune
- 1999 : L'Ami du jardin de Jean-Louis Bouchaud : Mme Levadoux
- 2001 : Ma femme s'appelle Maurice de Jean-Marie Poiré
- 2004 : Les Dalton de Philippe Haïm : Ma Billy
- 2007 : L'Auberge rouge de Gérard Krawczyk : Comtesse de Marcillac, acariâtre et insomniaque

#### Courts métrages
- 1994 : Mort de rire de Christophe Luthringer
- 2005 : Une histoire de pieds, de Stéphane Foenkinos et David Foenkinos

### Télévision
- 1974 : Un curé de choc (26 épisodes de 13 minutes) de Philippe Arnal
- 1979 : Pierrot mon ami
- 1988 : Palace de Jean-Michel Ribes
- 1989 : Les Enquêtes du commissaire Maigret, épisode : L'Amoureux de Madame Maigret de James Thor
- 2003 : Jusqu'au bout de la route de Jérôme Boivin

## Théâtre
- 1984 : Triple mixte de Fanny Joly et Alfred Genou, Théâtre Fontaine
- 1984 : Un otage de Brendan Behan, mise en scène Georges Wilson, Théâtre de la Madeleine
- 2007 : Triple-Lutz d'Alex Lutz, Théâtre Le Point Virgule (mise en scène)

### Spectacle solo
- 1972 : Show bourgeois
- 1976 : Ne riez jamais d'une femme qui tombe, d'Henri Mitton, mise en scène Marika Hodjis, Théâtre de la Gaîté-Montparnasse
- 1982 : La vie c'est pas de la rigolade, mise en scène Marika Hodjis, Théâtre Fontaine
- 1993 : La si jolie vie de Sylvie Joly, Thierry Joly et Fanny Joly, mise en scène François Bourcier, Théâtre du Lucernaire
- 1999 : La Cigale ou la Joly de Sylvie Joly, mise en scène François Bourcier, stylisme Jean-Louis San Miguel  La Cigale
- 2002 : Je suis votre idole de Thierry Joly, Fanny Joly, Sylvie Joly et Henri Mitton, mise en scène François Bourcier, stylisme Jean-Louis San Miguel  Théâtre du Palais Royal
- 2004 : Fans, je vous aime ! de Pierre Palmade, Henri Mitton, Jean-Loup Dabadie, Sylvie Joly, mise en scène Bruno Agati, Alex Lutz, Théâtre des Mathurins
- 2005 : La Cerise sur le gâteau, spectacle de Sylvie Joly, textes de Ricet Barrier, Victor Berbesson, Jean-Loup Dabadie, Stéphane Guérin, Thierry Joly, Fanny Joly, Frédéric Longbois, Alex Lutz, Henri Mitton, Pierre Palmade, Henri Salvador et Mathilde Vial, mise en scène Alex Lutz, stylisme Jean-Louis San Miguel, Théâtre des Mathurins

## Distinctions

### Nominations
- César 1988 : César de la meilleure actrice dans un second rôle pour Le Miraculé
- Molières 1999 : Molière du one-man-show ou spectacle de sketches pour La Cigale ou la Joly

## Publication
- 2010 : C'est votre vrai nom ?, éditions Flammarion

## Documentaire
- Fabrice Gardel et Edward Beucler, La Jolie Vie de Sylvie Joly, Paris Première, 2024.